# Gimme an 'F'
Gimme an 'F es una película de comedia adolescente de 1984 dirigida por Paul Justman y protagonizada por Stephen Shellen, Mark Keyloun, Jennifer Cooke.

## Argumento
La trama se centra en la competición entre los equipos de animadoras de los institutos, y uno de ellos, en concreto, los Moline Ducks, es pobre. La competición tiene lugar en un campamento dirigido por Bucky Berkshire, alias Dr. Spirit (John Karlen), de mediana edad, que este año decide apostar con su mejor instructor, Tom Hamilton (Stephen Shellen), a que no puede convertir a los lamentables Ducks en un equipo capaz de vencer a los mejores Falcons. Si Berkshire pierde, paga 10.000 dólares, y si Hamilton pierde, tiene que trabajar otros cinco años en el campamento. En realidad, Bucky Berkshire no soporta las payasadas de Hamilton, ni su sexual pero exitosa forma de motivar a las animadoras. Sin embargo, un grupo visitante de ricos empresarios japoneses no financiará el último plan de negocios de Bucky sin que Hamilton esté a bordo para enseñar a las animadoras. Por lo tanto, hay un motivo oculto detrás de la apuesta de Bucky. Mientras los equipos se preparan para sus rondas de competición, varias secuencias de baile, varias bromas de adolescentes y las habituales situaciones sexuales comunes en las comedias de adolescentes se entrelazan en el argumento.

## Reparto
- Stephen Shellen - Tom Hamilton
- Mark Keyloun - Roscoe
- Jennifer C. Cooke - Pam
- Daphne Ashbrook - Phoebe
- Karen Kelly - Lead Demon
- John Karlen - Bucky
- Valerie McIntosh - Ruth Viking
- Beth Miller - Mary Ann

## Lista de canciones
1. She's All American - Jagged Moves
2. Graduation - Carlos DeJesus
3. Get Up and Jump - Red Hot Chili Peppers
4. 1-2-3-4 Rock and Roll - Rail
5. Let Loose and Lose It - Gary U.S. Bonds
6. Physical Education - Danny Wilde
7. Beaver Serenade - John Karlen
8. Rough Love - Fontaine Brown
9. State of My Heart - Bobby Kimball
10. I Could Use An Angel - John Hiatt
11. La Mandoline - Susanne McDonald
12. Fannin' the Fire - María Vidal
13. We're Ready Now - Toni Basil
14. We've Got The Real Thing - Ashford & Simpson